# Bacia do rio Verruga
O Rio Verruga está situado na área urbana do município de Vitória da Conquista, com sua nascente na unidade de conservação do Poço Escuro que faz parte do Parque Municipal da Serra do Periperi.
A cidade de Vitória da Conquista teve seus primeiros habitantes as margens do Rio Verruga, e a partir disso, com o tempo problemas já começaram a aparecer com o crescimento populacional como a erosão,desmoronamentos de encostas, assoreamento dos cursos  d’água, uso de áreas para  deposição de lixo.
O Rio Verruga nasce na Reserva do Poço Escuro, em Vitória da Conquista. Seus afluentes mais importantes, da margem direita, são o riacho Santa Rita, Córrego Lagoa de Baixo e Rio Periquito, enquanto que, da margem esquerda, são os Córregos Leão, Jeribá, Córrego do Moreira e rios D’Água Fria, dos Canudos, Santa Maria, riacho José Jacinto, córrego Riacho Seco e riacho da Areia.

## Situação da bacia
Nos últimos anos, o homem tem participado como agente acelerador dos processos de desequilíbrios da paisagem, principalmente pelas atividades produtivas diretamente desenvolvidas nas bacias hidrográficas. A escassez dos recursos naturais e, especificamente dos recursos hídricos, gera problemas de ordem econômica, política e social daí, a necessidade de um plano de desenvolvimento sustentável e de gestão ambiental.A Bahia não está distante dessa realidade em que a poluição das suas bacias vem agravando a imagem socioambiental do estado.
É importante entender que nos últimos anos a bacia do Rio Verruga vem sendo extremamente degradada. Alguns aspectos têm que ser observados para chegar á diagnósticos para possíveis soluções, aspectos esses que são o desmatamento, a poluição das águas com os despejos sanitários, e industriais, faz com que acelere os impactos e desequilíbrios ambientais do Rio.
Um dos maiores problemas encontrados na degradação da bacia do Rio Verruga é de fato a poluição, que se mantém constante, pois o rio é usado para serem despejados restos de esgotos, e dejetos de lixo. Problemas esses que estão longe de serem corrigidos, e os órgãos responsáveis pela sua manutenção não investem em projetos para a restauração de um meio que poderia ser muito melhor aproveitado.